# Paul-Henri Spaak
Paul-Henri Spaak (Schaerbeek, 25 gennaio 1899 – Braine-l'Alleud, 31 luglio 1972) è stato un politico belga.
Nel corso della sua carriera ha ricoperto incarichi di rilievo nazionale e internazionale: è stato primo ministro e ministro degli esteri più volte, dal 1936 al 1966, e durante la seconda guerra mondiale fu membro del governo belga in esilio a Londra guidato da Hubert Pierlot. È stato ministro degli esteri del Belgio per 18 anni tra il 1939 e il 1966.
Membro dell'influente famiglia Spaak, prestò servizio per un breve periodo nella prima guerra mondiale prima di essere catturato e divenne famoso nel post guerra come tennista e avvocato, noto per la difesa di alto profilo di uno studente italiano accusato di aver tentato di assassinare il principe ereditario d'Italia nel 1929. Socialista convinto, Spaak entrò in politica nel 1932 per il Partito Operaio Belga (poi Partito Socialista Belga) e ottenne il suo primo portafoglio ministeriale nel governo di Paul Van Zeeland nel 1935. Divenne Primo ministro del Belgio nel 1938 e mantenne la carica fino al 1939. Durante la seconda guerra mondiale fu ministro degli Esteri nel governo belga in esilio sotto Hubert Pierlot, negoziando la fondazione dell'unione doganale del Benelux con i governi dei Paesi Bassi e del Lussemburgo. Dopo la guerra fu due volte Primo ministro, prima per meno di un mese, nel marzo del 1946, e di nuovo dal 1947 al 1949.
Spaak, convinto sostenitore del multilateralismo,  è noto per il suo sostegno alla cooperazione internazionale. Nel 1945 fu scelto per presiedere la prima sessione dell'Assemblea generale delle Nazioni Unite. Sostenitore di lunga data dell'integrazione europea, Spaak era stato uno dei primi sostenitori dell'unione doganale e aveva negoziato l'accordo del Benelux nel 1944. Fu primo presidente dell'Assemblea consultiva del Consiglio d'Europa tra il 1949 e il 1950 e divenne il primo Presidente della Comunità europea del carbone e dell'acciaio (CECA) dal 1952 al 1954. Nel 1955 fu nominato membro del cosiddetto "Comitato Spaak", che studiò la possibilità di un mercato comune in Europa e ha svolto un ruolo influente nella preparazione del Trattato di Roma del 1957, istituendo la Comunità economica europea (CEE). Nello stesso anno ricevette il Premio Carlo Magno. Tra il 1957 e il 1961 fu il secondo Segretario generale della NATO.
Ritiratosi dalla politica belga nel 1966, morì nel 1972. Rimane una figura influente nella politica europea e il suo nome è portato, tra l'altro, da una fondazione di beneficenza, da uno degli edifici del Parlamento europeo e da un metodo di negoziazione.

## Biografia

### Origini familiari e infanzia
La famiglia Spaak è presente a Bruxelles dal XVI secolo, da quando un membro della famiglia vi si trasferì dalla Svezia. Paul-Henri nacque in una famiglia di artisti e politici. Suo padre, Paul Spaak, era un noto drammaturgo, mentre la madre, Marie Janson, divenne nel 1921 la prima senatrice donna in Belgio in rappresentanza del partito operaio, rompendo con la tradizione liberale della sua famiglia. I fratelli di Paul-Henri, Paul e Charles, divennero scrittori (Charles fu un noto sceneggiatore cinematografico e autore, tra gli altri, de La kermesse eroica del regista belga Jacques Feyder e di Grand Illusion di Jean Renoir). Ebbe due nipoti Agnès e Catherine, entrambe attrici e figlie del fratello Charles. Il nonno materno, Paul Janson, fu un politico di rilievo del Partito Liberale e Ministro, rappresentante della cosiddetta sinistra radicale liberale. Suo zio, Paul-Émile Janson, fu leader del partito liberale e più volte ministro, prima di essere ucciso in un campo di concentramento nazista.

### Prima guerra mondiale
Nel 1916, a 17 anni, partì volontario per la guerra, ma fu arrestato dai tedeschi mentre cercava di entrare nel territorio libero e fu tenuto prigioniero fino alla fine della guerra.

## Carriera politica

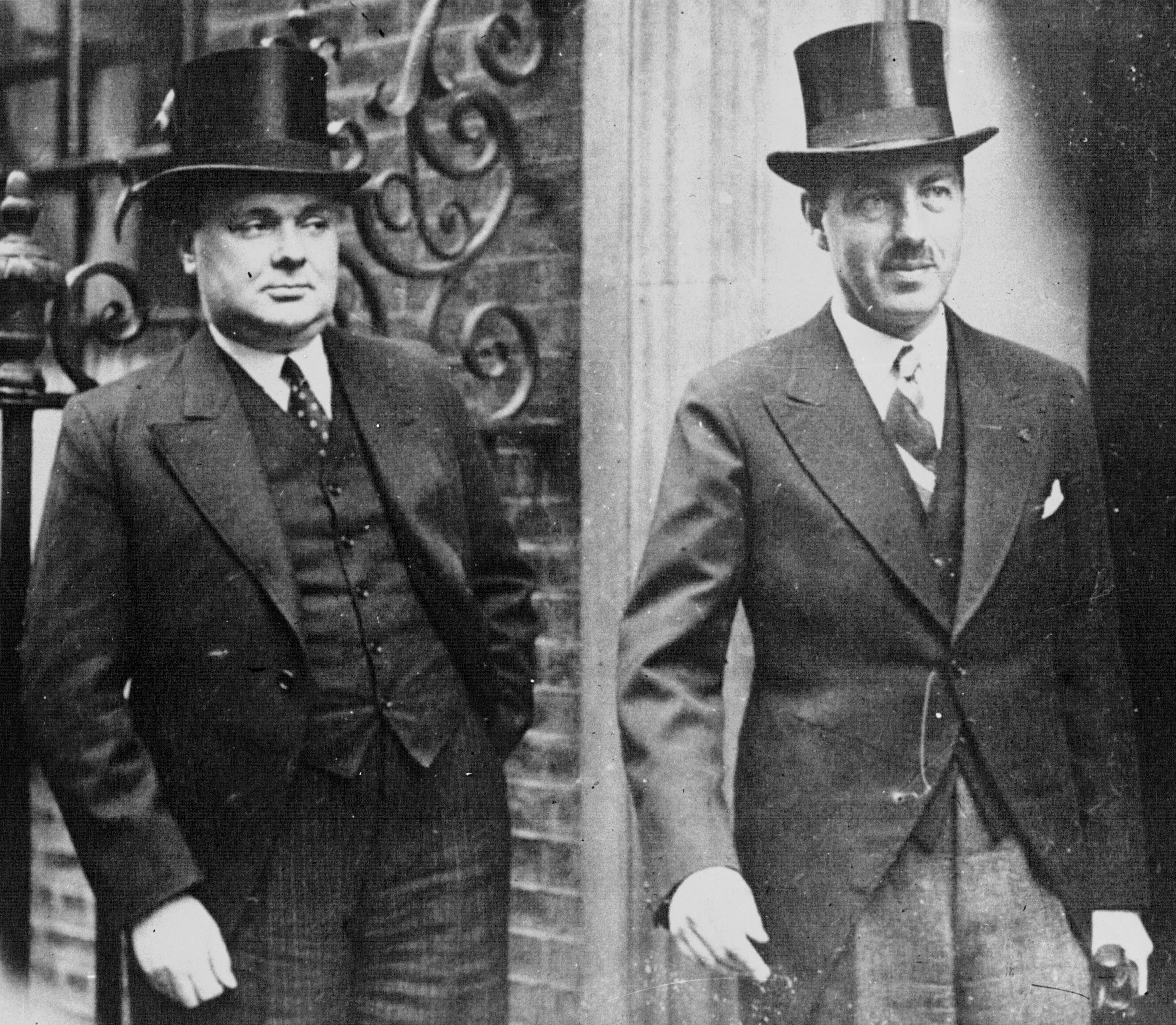
Paul-Henri Spaak insieme al primo ministro Paul van Zeeland nel 1937

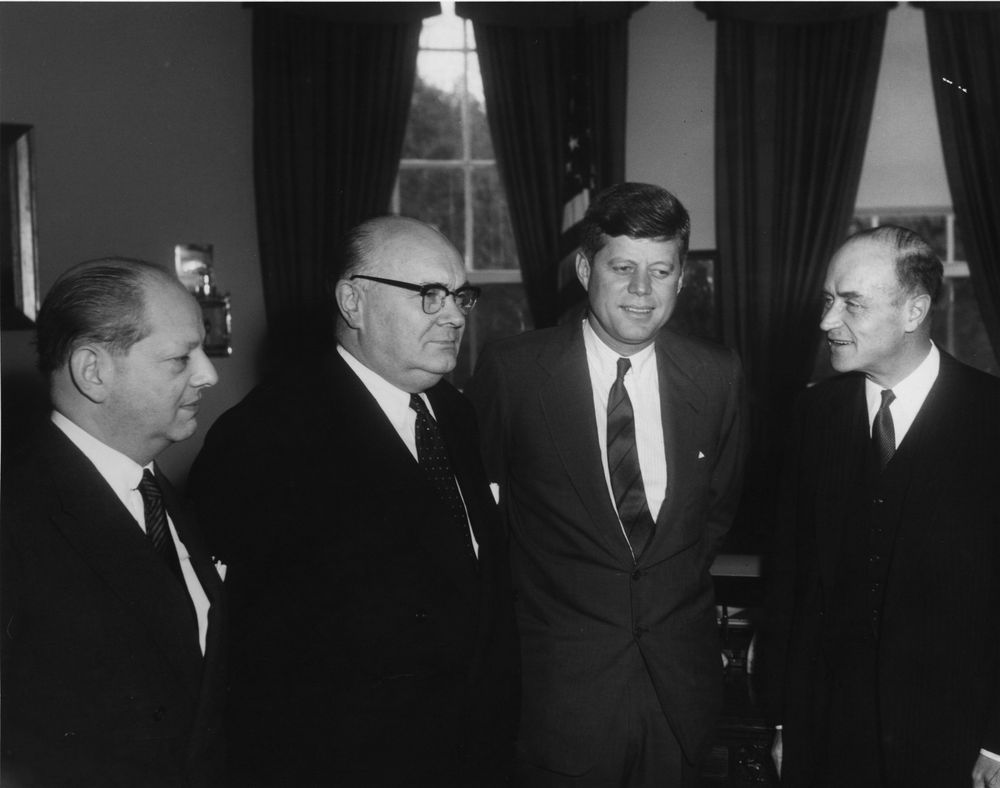
Paul-Henri Spaak in un incontro con il presidente statunitense John F. Kennedy il 20 novembre 1961

Fu un europeista convinto, al pari di Alcide De Gasperi, Konrad Adenauer e Robert Schuman. È considerato uno dei padri fondatori dell'Unione Europea e uno dei principali ideatori del Mercato Europeo Comune, insieme a Jean Monnet.
Ricoprì la carica di deputato dal 1932, nel 1936 fu nominato Ministro degli Esteri e nel 1939 fu primo ministro. Fu il primo capo del governo socialista della storia belga.
Allo scoppio della seconda guerra mondiale si dichiarò neutrale e in seguito si oppose fermamente alla capitolazione del Belgio. Durante l'occupazione nazista trovò rifugio a Londra, ricoprendo la carica di ministro degli esteri del governo in esilio.
Dopo la guerra sostenne l'abdicazione del Re Leopoldo III.
Nel gennaio 1946 venne eletto presidente della prima assemblea dell'ONU. Durante la terza sessione dell'Assemblea generale delle Nazioni Unite tenutasi a Parigi nel 1948, Spaak pronunciò un discorso in cui attaccò la politica estera dell'Unione Sovietica con le parole peur de vous (paura di voi). Nello stesso periodo, in Belgio, ricoprì le cariche di presidente del Consiglio e ministro degli esteri dal 1946 al 1949.
Fu uno dei fondatori del Benelux, ed esercitò un'influenza decisiva alla conferenza di Messina del giugno 1955. La conferenza produsse il Mercato Europeo Comune e l'Euratom, le due organizzazioni istituite in seguito con i trattati di Roma il 25 marzo 1957. Il suo particolare modo di negoziare divenne noto con il nome di metodo Spaak.
Spaak assunse inoltre, dal 19 dicembre 1956, la carica di Segretario generale della NATO, che ricoprì fino al 1961.
Dal luglio 1966 si ritirò a vita privata, dedicandosi alla scrittura delle sue memorie.

### Europa

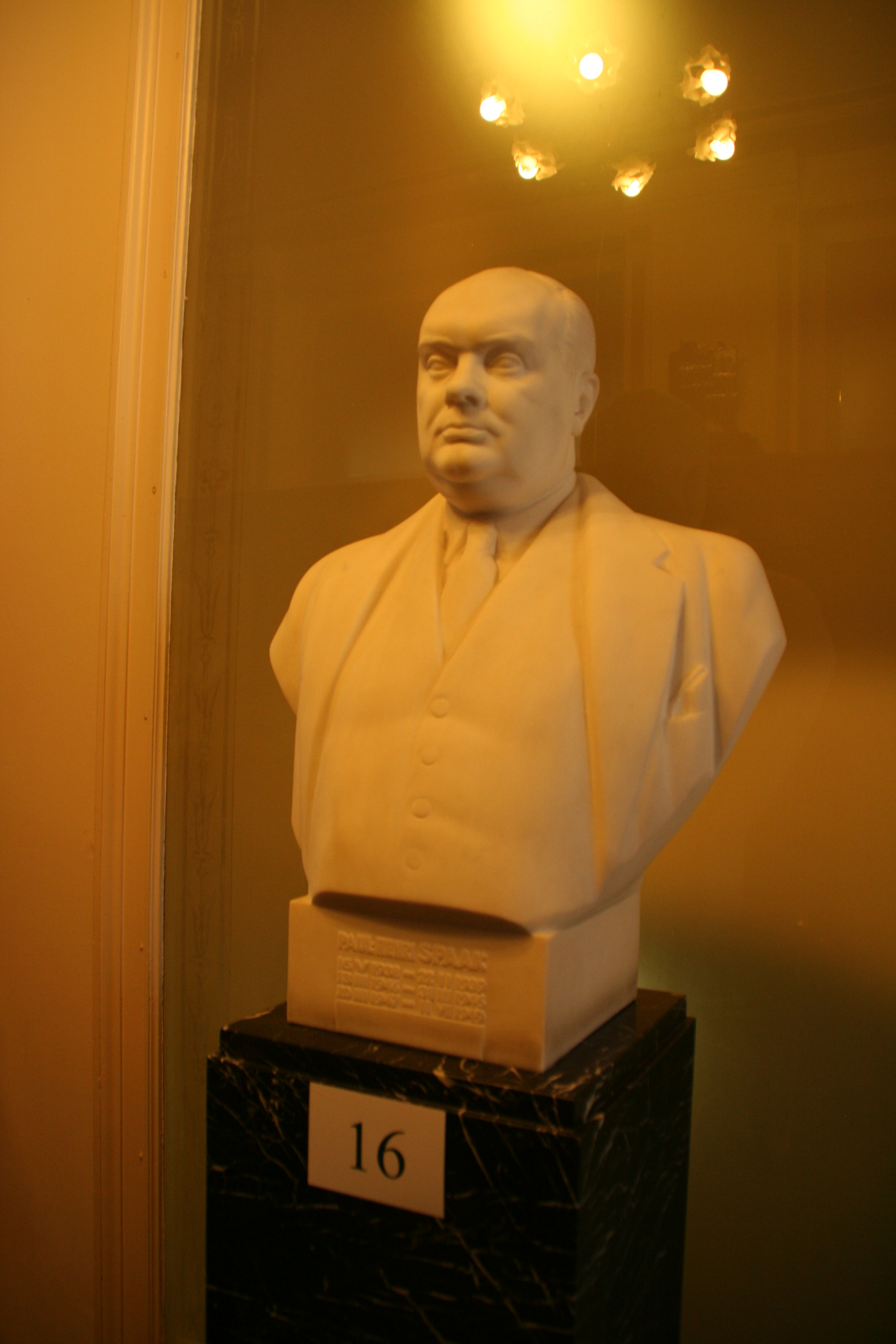
Busto di Paul-Henri Spaak presso Palazzo della Nazione a Bruxelles

Spaak divenne un convinto sostenitore della cooperazione regionale e della sicurezza comune dopo il 1944. Mentre era ancora in esilio a Londra, promosse la creazione di un'unione doganale che unisse Belgio, Paesi Bassi e Lussemburgo (Benelux). Nel mese di agosto del 1949 venne eletto presidente della prima sessione dell'Assemblea consultiva del Consiglio d'Europa. Dal 1952 al 1953 presiedette l'Assemblea comune della Comunità europea del carbone e dell'acciaio, e dal 1950 al 1955 fu a capo del Movimento europeo.

Nel 1955 la conferenza di Messina dei leader europei lo nominò presidente di un comitato (poi noto come Comitato Spaak) incaricato della preparazione di un rapporto sulla creazione di un mercato comune europeo. Il cosiddetto "Rapporto Spaak" costituì la pietra miliare della Conferenza intergovernativa per il mercato comune e l'Euratom del 1956 e portò alla firma, il 25 marzo 1957, dei Trattati di Roma, che istituirono la Comunità economica europea e la Comunità europea dell'energia atomica (Euratom). Spaak firmò il trattato per il Belgio, insieme a Jean Charles Snoy et d'Oppuers. Per il suo ruolo nella creazione della CEE è annoverato tra coloro che fondarono l'Unione europea. Fu uno strenuo difensore dell'indipendenza della Commissione europea.
Vista l'importanza del suo lavoro per l'UE, il primo edificio del Parlamento europeo a Bruxelles porta il suo nome.

### Africa belga
Durante il suo ultimo mandato come ministro degli Esteri del Belgio, Spaak seguì la concessione dell'indipendenza al Burundi in seguito all'assassinio di Louis Rwagasore, il primo capo di governo eletto del paese. Nonostante le accuse di un coinvolgimento belga nell'omicidio di Rwagasore, Spaak rivolse un appello al re belga per impedire di concedere la grazia al condannato per tale omicidio.

### NATO
Nel 1956 Spaak fu scelto dal consiglio della NATO per succedere a Lord Ismay come segretario generale. Mantenne questa carica fino al 1961, quando gli successe Dirk Stikker.
Il 1961 fu anche l'anno della sua ultima campagna europea, quando giocò un importante ruolo di conciliatore nella risoluzione della "crisi della sedia vuota", contribuendo a riportare la Francia nel consesso europeo. Nel 1957 ricevette il premio Carlo Magno, un premio della città tedesca di Aquisgrana concesso a persone che hanno contribuito all'ideale europeo e alla pace europea.
Il 21 febbraio 1961 Spaak fu insignito della Medaglia della Libertà dal presidente degli Stati Uniti John F. Kennedy.

## Riconoscimenti
- Membro dell'American Academy of Arts and Sciences (1950)
- Premio Carlo Magno (1957) dalla città di Aquisgrana per i suoi meriti nell'unione e nella sicurezza dell'Europa
- Monete Euro commemorative d'oro e d'argento (2002)

## Onorificenze

### Onorificenze belghe
- Ministro di Stato: da Decreto Reale[5]
- Membro dell'Accademia Reale[5]

### Fonti primarie
- Paul-Henri Spaak, The Continuing Battle: Memoirs of a European, 1936–1966, trans. Henry Fox, London, Weidenfeld, 1971, ISBN 0-297-99352-6.
- Spaak, Paul-Henri. "Intergovernmental Committee on European Integration. The Brussels Report on the General Common Market (abridged, English translation of document commonly called the Spaak Report) [June 1956]." (1956). online